# Телекінез

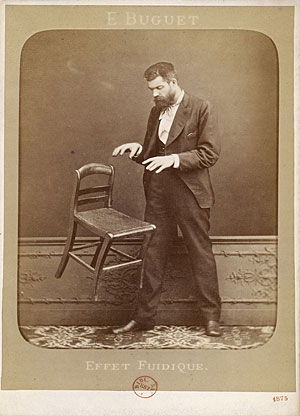
Французький майстер «спіритичної фотографії» Е. І. Буге (1840–1901) демонструє можливість «психокінезу» в своїй фотопідробці 1875 р. за назвою «Ефект флюїдів»

Телекінез (від грец. τῆλε — «далеко» та κίνησις — «рух», тобто «рух на відстані») або психокінез (від грец. ψυχή — «душа», «серце», «дихання» та κίνησις) — термін парапсихології, що позначає здатність людей одним зусиллям думки переміщувати чи змінювати фізичні об'єкти.

## Розвиток терміна
Термін «телекінез» вперше використав у 1890 році російський дослідник паранормальних явищ Олександр Аксаков.
Автором терміну «психокінез» є американський автор і видавець Генрі Голт («On the Cosmic Relations», 1914); його популяризував американський парапсихолог Дж. Райн у 1934 році.
Обидва поняття в різний час описувалися й зовсім іншими термінами: «дистанційний вплив» (англ. distant influencing), «віддалений вплив думкою» (англ. remote mental influence), «прямий свідомий намір» (англ. direct conscious intention), «думка, що керує матерією» (англ. mind over matter) і т. д..
Спочатку терміни теле- і психокінез вважалися синонімами, але в міру набору відомостей про те, що вплив людської свідомості на матеріальні об'єкти може не обмежуватися кінетичною складовою, відбувся поділ. Психокінез — загальніший термін, що поєднує в собі будь-які (макро- та мікро-) явища, так чи інакше пов'язані з впливом думки на матерію, включаючи: телекінез, піро- і кріокінез, аеро- і гідрокінез, біоцілительство, телепортацію, «думкографію» (thoughtography), левітацію і т. д. У своєму звіті про дослідження феномену телепортації (Teleportation Physics Study, 2003), підготовленому на замовлення командування американських ВПС (і проводилися в «Air Force laboratory»), фізик Ерік Девіс описує телекінез, як «окремий випадок психокінезу». У популярній культурі термін телекінез набув найбільшого поширення.

## Дослідження феномена
Прихильники реальності телекінезу стверджують, що це явище відоме з глибокої давнини і згадується в Біблії, зокрема в Діяннях апостолів (звільнення Св. Павла і Сили, 16:19-40) Згодом в парапсихології з'явилися припущення, що елементи психокінезу присутні в методиках накладення прокльонів, проголошенні магічних заклинань і прогнозуванні погоди. У ту ж категорію багато включають пристріт.
Масовий характер демонстрації передбачуваного психокінезу набули на спіритичних сеансах другої половини XIX століття, коли в присутності медіумів, за свідченнями очевидців, спостерігалися явища левітації і (де)матеріалізації. У той же час з'явились і так звані заряджені медіуми («electric people»), які змушували металеве начиння прилипати до шкіри, зусиллям погляду гнули ложки і т. д. Велику популярність набув на початку XX століття медіум Руді Шнайдер, який спеціалізувався на демонстрації явищ, що сприймалися очевидцями як психокінез.

### Експерименти Дж.Б.Райна
У 1930-х роках дослідження психокінезу стало розвивається в області парапсихології. Лабораторні досліди приносили суперечливі результати. У деяких випадках скептики відзначали вади в методології, в інших — пряму фальсифікацію. Першим за послідовне вивчення психокінезу взявся у 1934 року Джозеф Б. Райн (1895—1980) з університету Дюка в Північній Кароліні. Першим в поле його спостереження потрапив гравець, який стверджував про свою здатність зусиллям думки укладати гральні кістки так, щоб вони видавали потрібні суми і комбінації. До 1941 року було проведено в загалом 651261 викидання кісток. Загальний результат експериментів, за твердженнями Райна, свідчив про явище впливу думки людини на предмети, ймовірність якого обчислювалася одним випадком з десяти сто в п'ятнадцятій ступені.
Згодом, у коментарі до публікації Райна про виконану роботу його асистент помітив, що на початку дослідів результати завжди набагато кращі, ніж у кінці, і згодом цю тенденцію відзначали всі дослідники феномену позачуттєвого сприйняття.
Райн зробив висновок: спостережувані ним випадки психокінезу (ПК) не мають стосунку до фізичної діяльності мозку і не можуть бути пояснені відомими законами фізики. І він припускав, що два феномени — ПК і ESP (позачуттєве сприйняття) ідентичні, і в якійсь мірі є продовженнями одне одного. Обидва вони можуть регулюватися впливом наркотиків та гіпнозу. Райн вважав, що феномен духовного зцілення, так само, як і «народна» магія також являють собою різновиди психокінезу.
До 1940 року феномен ПК практикувався на спіритичних сеансах. Після досвіду Райна експерименти перейшли в лабораторне середовище. Досліджувані явища розділилися на дві категорії: «макро-ПК» та «мікро-ПК» (слабке, що не реєструє ефекти неозброєним оком і вимагає статистичної обробки), до того ж саме мікро-ПК опинилося в центрі суспільної уваги.

### Феномен Кулагіної
Наприкінці 1960-х роках широку відомість набув феномен Нінель Сергіївни Кулагіної. У 1968 році зроблені в СРСР чорно-білі фільми, що документували експерименти з її участю, були продемонстровані західним експертам і викликали сенсацію, принаймні серед парапсихологів, деякі з яких поспішили оголосити, що отримано вирішальний доказ реальності психокінезу. У книзі «Investigating Psychics» Ларі Кеттлкемп стверджує, що Кулагіна (яку вивчали 40 учених, включно з двома нобелівськими лауреатами) багаторазово демонструвала здатність приводити в рух статичні об'єкти, змінювати траєкторію рухомих об'єктів, залишати образи на світлинах, відокремлювати у воді жовток від білка розбитого яйця і т. д. Стверджується, що мав місце такий випадок: щоб упевнитися в тому, що на експеримент не впливають зовнішні електромагнітні сили, піддослідну поміщали в металевий бокс, де вона зуміла відокремити мічений сірник від загальної кількості сірників, що перебували під скляним ковпаком.
Напевно, найзнаменитіший експеримент за участю Кулагіної був проведений 10 березня 1970 року в ленінградській лабораторії за участі фізіолога доктора Геннадія Сергєєва. Під час експериментів, зафіксованих фотоплівкою, Кулагіна психокінетично впливала на серце жаби, відділене від тіла: спочатку в обидві сторони змінювала пульс, а потім зупинила серце жаби. При цьому стан Кулагіної спостерігав доктор Сергєєв і зазначив різкі зміни електричних параметрів мозку випробуваної, підвищення її власного пульсу до 240 ударів на хвилину й інші незвичайні ефекти. Згодом окремі дослідники й цілі організації (Освітній фонд Джеймса Ренді, Італійський комітет з дослідження передбачуваних паранормальних явищ «CICAP») висловлювали сумніви щодо якості лабораторного контролю в експериментах з Кулагіною. Багато практикуючих фокусників виступили із заявами, що явища демонстровані Кулагіною могли бути зроблені методами, відомими ілюзіоністам. А академік А. М. Іваницький висунув версію, що Кулагіна під час експериментів могла користуватися тонкими капроновими нитками. Як відзначили парапсихологи, подібні скептичні припущення залишилися недоведеними.

### Урі Геллер

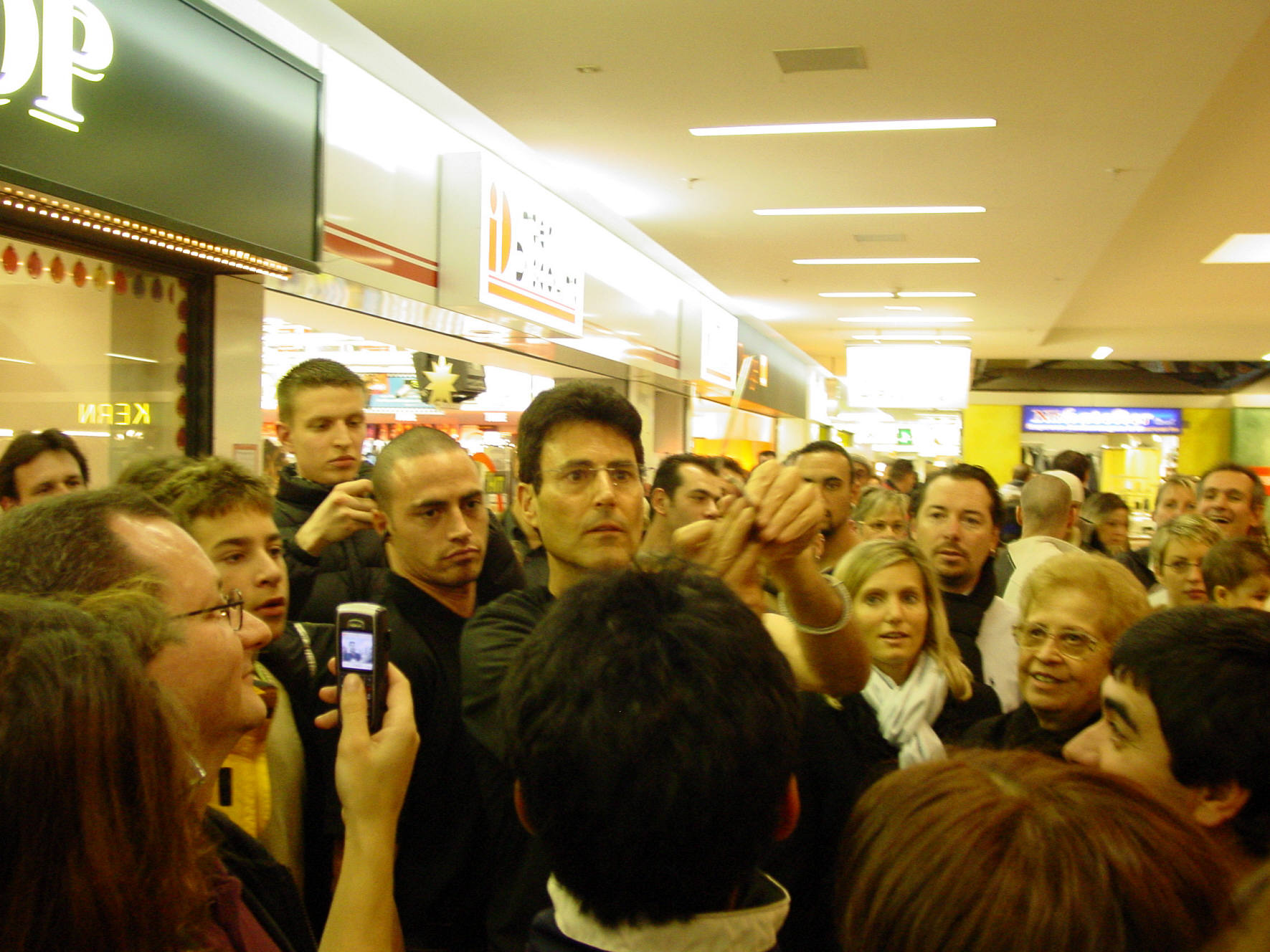
Урі Геллер демонструє свої здібності з ложкою перед відвідувачами універмагу в Ізраїлі 2005 р.

У листопаді 1973 року Урі Геллер, у минулому шоумен ізраїльського нічного клубу, виступив у ток-шоу на «Бі-бі-сі», після чого на наступний день про психокінез заговорила вся країна. Геллер виступив із заявою, що здатний силою думки міняти фізичні властивості, стан і форму матеріальних об'єктів, і, як доказ, «зігнув» ложку, всього лише натерши її пальцями.
Демонстрація не справила враження на професійних ілюзіоністів: з'явилися припущення, що Геллер заздалегідь обробив пальці якимось хімічним складом, або просто містифікував публіку візуальним трюком. Кілька місяців по тому Геллер взявся повторити шоу в американській телепрограмі «Tonight», не знавши про інструктаж ведучого відомим викривачем Джеймсом Ренді — і зазнав невдачі. Геллер заявив, що перед шарлатанами від сценічної «магії» виправдовуватися не має наміру, але завжди готовий на лабораторні дослідження, якщо вони будуть проведені серйозними вченими. У числі тих, хто прийняв виклик Геллера, були фізики: професор Джон Тейлор (Лондонський Королівський коледж) з помічниками і наукова група під керівництвом професора Джона Хестеда (Коледж Біркбек, Лондон). Обидва колективи вчених, які проводили дослідження незалежно один від одного, виступили із заявами, в яких стверджували, що дійсно спостерігали в лабораторії психокінетичний ефект — зокрема, безконтактне руйнування випробуваних кристалів і розрізування «зусиллям думки» фольги.
Відповідь скептиків зводилася до одного: це доводить, що Геллер — витончений фокусник. Можливо, що тут є версія про пам'ять металів. Коли Урі Геллер натирає пальцями ложку (з особливого сплаву), зігнуте раніше місце «згадує» свою колишню форму, задану їй раніше при такій же температурі. Врешті, доказів істинності феномена Урі Геллера, чи його шахрайства отримано не було, і обидві сторони залишилися при своїй думці. Брати участь у перевірці в присутності професійних фокусників Геллер відмовився. Але у 2010–2011 роках став активним учасником в Україні проєкту «Битва екстрасенсів» (український телевізійний канал «СТБ»).

### В літературі
- В романі Стівена Кінґа «Керрі», де головна героїня виявляє в собі здібності до телекінезу, що поряд з релігійним вихованням матері і безперервним знущанням в школі призводить до вбивства головною героїнею своїх однокласників на випускному вечорі.
- Також телекінезом володіє мати головної героїні, яка сама здатна до пірокінезу в романі «Запалююча поглядом».
- У творах Олександра Рудазова, телекінез — одна з 60 дисциплін шумерської школи магії. Один з героїв — архімаг Шамшуддін взагалі нездатний ні до чого, крім телекінезу, зате ним володів неперевершено.